# Земљотрес у Пернику 2012.
Земљотрес у Пернику 2012. године је потрес магнитуде 5,6 рихтера који је погодио Перник у 03:00 (00:00 UTC) на уторак 22. маја 2012. Епицентар је био 28 км од Софије, са хипоцентром 10 км дубине.